# 杉山杉風
杉山 杉風（すぎやま さんぷう、正保4年（1647年） - 享保17年6月13日（1732年8月3日））は、江戸時代前期から中期の俳人。蕉門十哲の一人。通称は市兵衛、または藤左衛門。名は元雅。別号は採荼庵、荼庵、荼舎、蓑翁、蓑杖、五雲亭、存耕庵。隠居して一元。

## 経歴
正保4年（1647年）、江戸日本橋小田原町の魚問屋・杉山賢永の長男として生まれる。家業は幕府御用を務めた富商で、屋号は鯉屋といった。杉風の祖父・藤道有は摂津国今津の人。その次男である父・賢永の代に江戸へ出て魚商として成功。父・賢永も仙風という俳号を有し、俳諧を嗜む人物であった。
杉風は、はじめ談林派の俳諧を学び、延宝3年（1675年）、菅野谷高政が編んだ『俳諧絵合』に《幕はなし羽織剥取姥さくら》の句が入集している。また、延宝6年（1678年）の岡村不卜編『江戸広小路』、延宝7年（1679年）の池西言水編『江戸蛇之鮓』にも入集が確認できる。
寛文12年（1672年）の松尾芭蕉東下の際、芭蕉は杉風（または父賢永）の家で草鞋を脱いだとされ、以後は芭蕉に学んだ。延宝8年（1680年）の『桃青門弟独吟二十歌仙』では、《誰かは待つ蠅は来りて郭公》を発句とする独吟歌仙で巻頭を得ている。同年9月には、自らの句に芭蕉の判詞及び跋を得て『常盤屋句合』を刊行している。

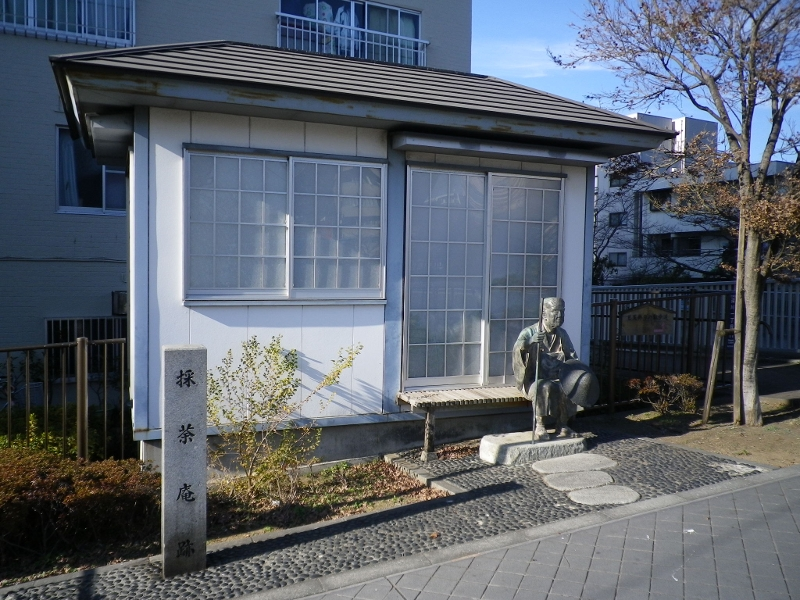
採荼庵跡 （東京都江東区）

蕉門における最古参格であり、芭蕉の後援者として、所有する深川六間堀の生簀の番屋（いわゆる芭蕉庵）を提供するなどの経済的援助を行った。
のちの『おくのほそ道』の旅において、芭蕉が旅立った「杉風が別墅」についても、杉風が所有していた採荼庵のことであると考えられている。
天和の大火による深川芭蕉庵焼失に伴って、芭蕉が甲斐谷村藩家老の高山麋塒のもとへ身を寄せていた天和3年（1683年）には、蕉風発展の前駆として重要な、宝井其角による『虚栗』の編纂に助力した。
篤実な性格で芭蕉の信頼を得、芭蕉からは、「去来は西三十三国の俳諧奉行、杉風は東三十三国の俳諧奉行」と戯評されたとの逸話が残る。宝井其角や服部嵐雪が蕉風の変化に従うことができなかったのと異なり、「軽み」をはじめとする師風に忠実に従った。
元禄7年（1694年）、芭蕉の発句《紫陽花や藪を小庭の別座舗》を巻頭に、江戸蕉門の句を編んだ子珊の『別座鋪』編集に協力。『別座鋪』は、杉風ら深川連衆による「軽み」の実践であったが、服部嵐雪が『別座鋪』を批判したことから、嵐雪の一派と杉風ら深川連衆の間に軋轢を生じた。そのころ、上方にあった芭蕉は、杉風からこのことを知らされ、杉風への手紙で、『別座鋪』の上方での評判を伝えた上、「其元宗匠共とやかくと難じ候由御とりあへ被成まじく候」などと、嵐雪らに構わないよう伝えていた。
しかし、両者の確執は、同年の芭蕉の死によっても解けることはなく、同じ日に、嵐雪は高野百里ら自己の門下と、杉風は天野桃隣、河合曾良、志太野坡らと、別々に芭蕉追悼会を行うという状態であった。
芭蕉の追悼としては、杉風はこのほか、深川長慶寺に、芭蕉自筆の《世にふるも更に宗祇のやどり哉》の短冊を埋めた芭蕉塚（時雨塚）を築き、元禄14年（1701年）の芭蕉の七回忌に当たっては、芭蕉追慕の集として《ことの葉をこまかに慕へ冬かつら》の自句に名を取った『冬かつら』を刊行している。
芭蕉没後の江戸蕉門においては、宝井其角の一派、服部嵐雪の一派とは別に、蕉門の古老として第三の勢力を保った。宝永2年（1705年）の岱水による『木曾の谷』刊行にも協力したと見られる<。
家業は、長女のかめに迎えた婿養子（元次郎、号は随夢）に譲り、隠居後は名を一元と改め、晩年は蓑杖、蓑翁などと号した。
享保17年（1732年）、江戸で没。86歳（一説に76歳）。法号は釈一元居士。墓は、築地本願寺内の成勝寺にあったが、関東大震災後の寺の移転により、現在は世田谷区宮坂の成勝寺境内にある。移転後の墓には、臼田亞浪が揮毫した墓碑銘がある。
編著に、前記のほか、元禄2年（1689年）刊の『隅田川紀行』、元禄11年（1698年）刊の『さらしな紀行』など。
門下として中川宗瑞（白兎園）がある。これを継いだ広岡宗瑞（二世白兎園）は、天明4年（1784年）、『杉家俳則』を編み、さらにその門下の平山梅人は、天明5年（1785年）、『杉風句集』を編んだ。

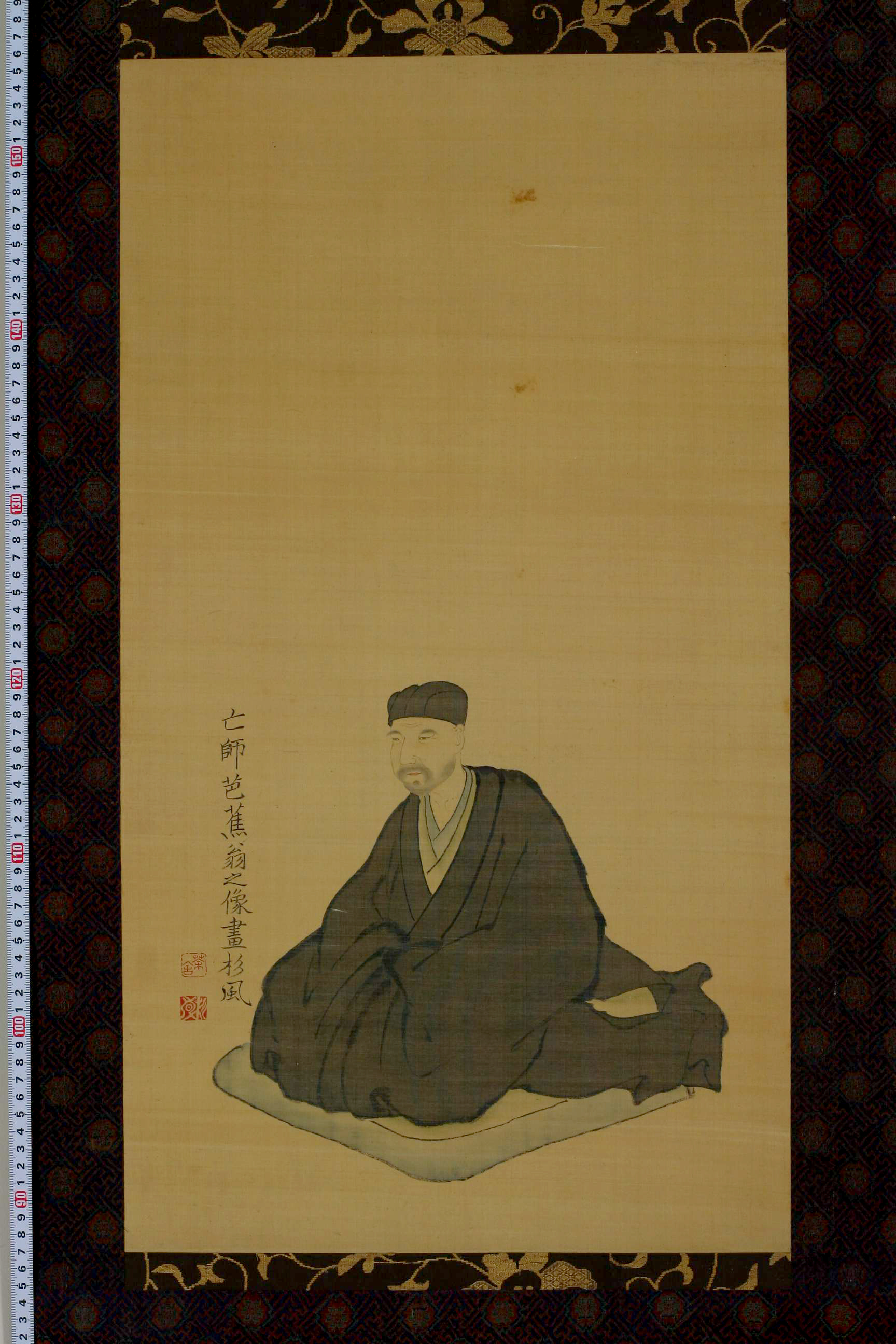
杉風が描いた芭蕉像

俳諧以外においては、遠州流の茶道を嗜んだほか、大竜寺の和尚に禅を、狩野昌運に絵を学んだ。杉風が描いた芭蕉像は、写実的で、芭蕉の風貌をよく伝えるものとして高く信頼されている。

## 評価
- 森川許六は、『俳諧問答』の同門評において、「杉風は二十余年の高弟、器も鈍ならず、執心もかたの如く深し。花実は実過ぎたり。」と評した[37]
- 後代の俳諧師である吉川五明は『小夜話』において、「杉風、野坡は浅くして淡し」と、三津川于当は『関清水物語』において、「杉風、野坡はこゝろひとつにして、只かるみに遊ぶ」と評した[30][38]。
- 建部綾足は『蕉門頭陀物語』において、「杉風は蕉門の子貢」と評した[39][40][41]。
- 村上鬼城は、自身と同じく聴覚障害があったとされる杉風について、大正4年（1915年）、『杉風論』を発表。《きのふけふ音ぞ聞ゆる春の水》など、敏感な聴覚を示した句の多さなどに注目した[42]。

## 代表句
- がつくりと抜け初むる歯や秋の風
- 朝顔やその日その日の花の出来
- 橘や定家机のありどころ
- 時雨づく雲にわれたる入日哉
- 鳴く千鳥富士を見かへれ塩見坂
- 襟巻に首引き入れて冬の月
- 春雨や鴬這入る石灯籠
- ふり上る鍬の光や春の野ら
- うの花にぱつとまばゆき寝起哉
- 痩せ顔に団扇をかざし絶し息 （絶句）

## 門流
| 代 | 名       | 生没年          | 備考 |
| -- | -------- | --------------- | ---- |
| 初 | 杉山杉風 | 1647年 - 1732年 |      |
| 二 | 平山梅人 | 1744年－1801年  |      |
| 三 | 垂井梅弟 |                 |      |
| 四 | 太田萬里 |                 |      |
| 五 | 鯉屋杉露 |                 |      |
| 六 | 大沼杉舟 |                 |      |
| 七 | 松井杉郷 |                 |      |
| 八 | 重田石丈 |                 |      |

## 登場する作品
- 元禄繚乱（1999年、NHK大河ドラマ 演：野村信次）